# 1125

## Догађаји
- 23. мај – Хенри V, цар Светог римског царства, умире од рака у Утрехту након што је предводио експедицију против француског краља Луја VI („Дебелог“), а затим и против грађана Вормса. Немајући законите деце, Хенри је оставио своје поседе свом нећаку, Фридриху II („Једнооки“), војводи од Швабије. На Хофтагској дијети у Регензбургу, Лотар II, војвода од Саксоније, изабран је за краља Немачке и крунисан у Ахену 13. септембра.
- 11. јун — Битка код Азаза: Крсташке државе предвођене јерусалимским краљем Балдуином II побеђују селџучке снаге код Азаза и прекидају опсаду града. Балдуин мобилише снаге од 1.100 оклопљених витезова (из Антиохије, Едесе и Триполија) и 2.000 пешадинаца. Крсташи заузимају селџучки логор, а Балдуин узима довољно плена да откупи заробљенике које су заробили селџучки Турци (укључујући његову четворогодишњу ћерку Јовету и Жослена II који су таоци). Ак-Сункур ел-Бурсуки, гувернер (атабег) Мосула, повлачи се у Алепо и приморан је да склопи примирје, остављајући границу у северној Сирији у миру 18 месеци.
- Лотар II (кога је подржао папа Хонорије II) тражи од Фридриха II да врати круни имања која је наследио од Хајнриха V. Фридрих одбија, а до краја године избија спор око наслеђивања између куће Велф и куће Хоенштауфен. Потоњу предводе Фридрих и његов брат Конрад III, војвода од Франконије.
- Краљ Инге Млађи од Шведске убијен је у опатији Врета на подстицај краљице Улвхилд Хокансдотер након 20-годишње владавине. Њен рођак Магнус I („Снажни“) прогласио се владаром над земљама Шведске (Норланд, Свеланд и Гетеланд) (до 1134. године).
- Република Венеција пљачка острва Родос, Самос и Лезбос и окупира Хиос (под контролом Византијског царства). Република Фиренца пљачка и осваја суседну независну републику Фјезоле у Италији.
- Сараценски пирати пљачкају град Антиб у Прованси и бенедиктински манастир Светог Онората на Леринским острвима (Француска ривијера).
- Први сајам у Португалу је основан у Понте де Лими; то је рани знак комерцијализације и економског развоја.
- Краљ Алфонсо I од Арагона предводи кастелански препад у Андалузији (Јужна Шпанија).
- Краљ Хенри I од Енглеске договорио је брак између свог нећака Стефана од Блое и двадесетогодишње Матилде, ћерке и наследнице Јустаса III, грофа Булоња. Ово даје Стефану контролу над грофовијом Булоњ, а такође и над земљама у Енглеској које су припадале Јустасу (који умире по повратку из Свете земље).
- Новембар – Рат Ђин-Сонг: Цар Тајзонг из династије Ђин, предвођене Џурченом, објављује рат кинеској династији Сунг – и наређује својим војскама да нападну територију Сунг. Западну војску шаље у град Таијуан у провинцији Шанси, а источну у Бјанђинг (данас Кајфенг), престоницу Сунг. Снаге Сунг не очекују инвазију и затечене су неспремне.
- Хамаг Монгол, монголска племенска конфедерација, почиње да игра важну улогу на монголској висоравни. Они заузимају плодно земљиште у сливовима река Онон, Керлен и Тул у планинама Хентији.
- 3. октобар – Ал-Мамун ал-Батаихи, везир Фатимидског калифата, смењен је и затворен од стране калифа ал-Амира.
- Алберт од Екса, немачки историчар и писац, почиње своју „Historia Hierosolymitanae expeditionis“.

## Смрти
- Арнолд Амалрик

- Владимир II Мономах
- Владислав I, војвода Чешке

- Грубеша

- Еустасије III Булоњски

- Козма Прашки

- Хајнрих V, цар Светог римског царства

- 24. јануар — Давид IV Грузијски, грузијски цар